# Дар-ель-Кудія (авіабаза)
Авіаба́за Дар-ель-Кудія — аеродром в Бізерті на півночі Тунісу, що використовувався дальньобомбардувальною авіацією ВПС США з 6 червня по 5 серпня 1943.
Під час Північноафриканської кампанії Другої світової війни, після визволення Бізерти від німців, в червні-липні 1943 на аеродромі Дар-ель-Кудія базувалися дальні бомбардувальники B-25 310-ї дальньобомбардувальної групи зі складу 12-ї повітряної армії.
Після війни аеродром не використовувався. Льотне поле в подальшому було забудоване новими кварталами Бізерти. Точне місце аеродрому невідоме.